# Plumeria obtusa
Plumeria obtusa, llamada comúnmente como frangipani blanco,  es una especie del género Plumeria (Apocynaceae). Es originaria de las Indias Occidentales, incluidas las Bahamas; sur de México, Belice, Guatemala y Florida. y Relleu.Pero ampliamente cultivada por sus flores ornamentales y fragantes en todo el mundo, donde existe un clima cálido adecuado. Según los informes, está naturalizada en China.

## Descripción
Plumeria obtusa es un árbol pequeño, que crece 3.0–4.6 m de altura. Con poca frecuencia, los individuos pueden alcanzar los 7,6 m. Sus flores son blancas con gargantas amarillas y cada una tiene cinco pétalos. Las flores fragantes florecen en racimos. Las hojas son de color verde oscuro, brillante y de hasta 20 cm de largo. Son obovados, o en forma de lágrima.

## Distribución
Plumeria obtusa es originaria de las Antillas Mayores, Florida, el norte de América Central y el sur de México. El cultivo es común en las partes más cálidas del mundo, incluido el sudeste asiático y las partes costeras de la península arábiga.

## Nombres comunes
Frangipani blanco en español, Singapore graveyard flower  y White Frangipani en inglés, châmpéi slük tiel en jemer, Плюмерия тупая en ruso y Frangipanier en francés.

## Usos
Esta planta se usa comúnmente como ornamental, cultivada por sus flores. En Camboya, las flores se usan para hacer collares y ofrendas a las deidades. En la medicina tradicional utilizada en ese país, una decocción de la corteza se administra en dosis variables como purgante o como remedio contra los edemas.

## Taxonomía
Plumeria obtusa fue descrita como una nueva especie en 1753 por Carl Linnaeus. Su epíteto específico "obtusa" significa "romo", en referencia a sus hojas de punta roma.